# Raïon de Tchouhouïv
Le raïon de Tchouhouïv (en ukrainien : Чугуївський район) est un raïon (district) dans l'oblast de Kharkiv au nord-est de l’Ukraine. Son centre administratif est la ville de Tchouhouïv. Sa population en 2021 était estimée à 197 695 habitants.

## Géographie
Le raïon de Tchouhouïv, au sein de l’oblast de Kharkiv, suit le cours supérieur de la Donets depuis son entrée sur le territoire ukrainien, en provenance de l’oblast de Belgorod en Russie. La Donets est le principal affluent du fleuve Don.

## Histoire
Le 18 juillet 2020, dans le cadre de la réforme administrative de l'Ukraine, le nombre de raïons de l'oblast de Kharkiv a été réduit à sept et l’emprise du raïon de Tchouhouïv a été considérablement étendue. Trois raïons abolis — Petchenihy (en), Vovtchansk (en) et Zmiïv (en) —, ainsi que la ville de Tchouhouïv (qui était auparavant constituée en ville d'importance régionale et n'appartenait pas au raïon), ont été rassemblés pour former le nouveau raïon de Tchouhouïv,,.

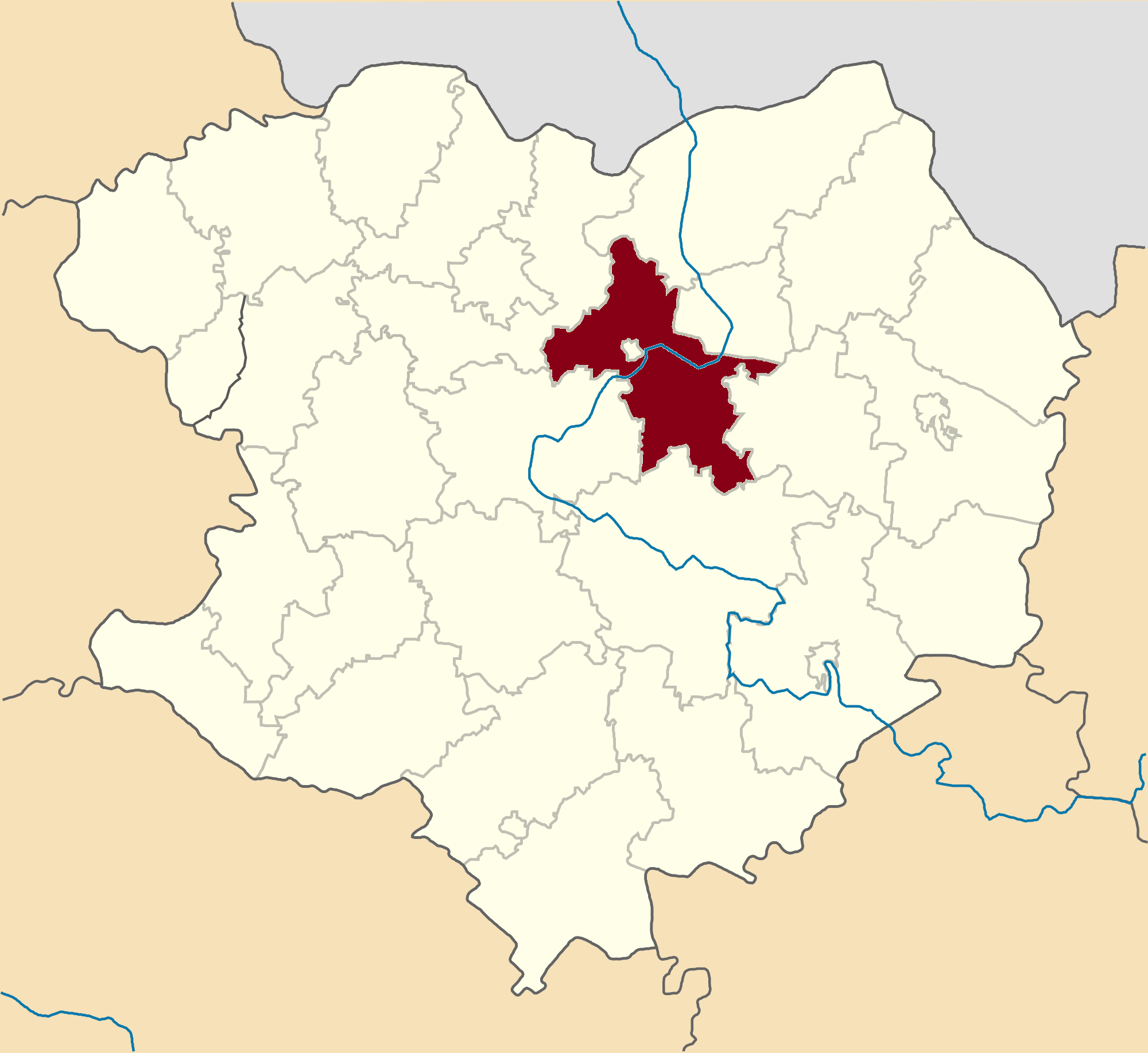
Avant 2020, carte montrant les limites du raïon de Tchouhouïv au sein de l'oblast de Kharkiv. Notamment la ville de Tchouhouïv n’en faisait pas partie.

## Lieux remarquables
- Le parc naturel national de la forêt de Homilsha.
- Monuments

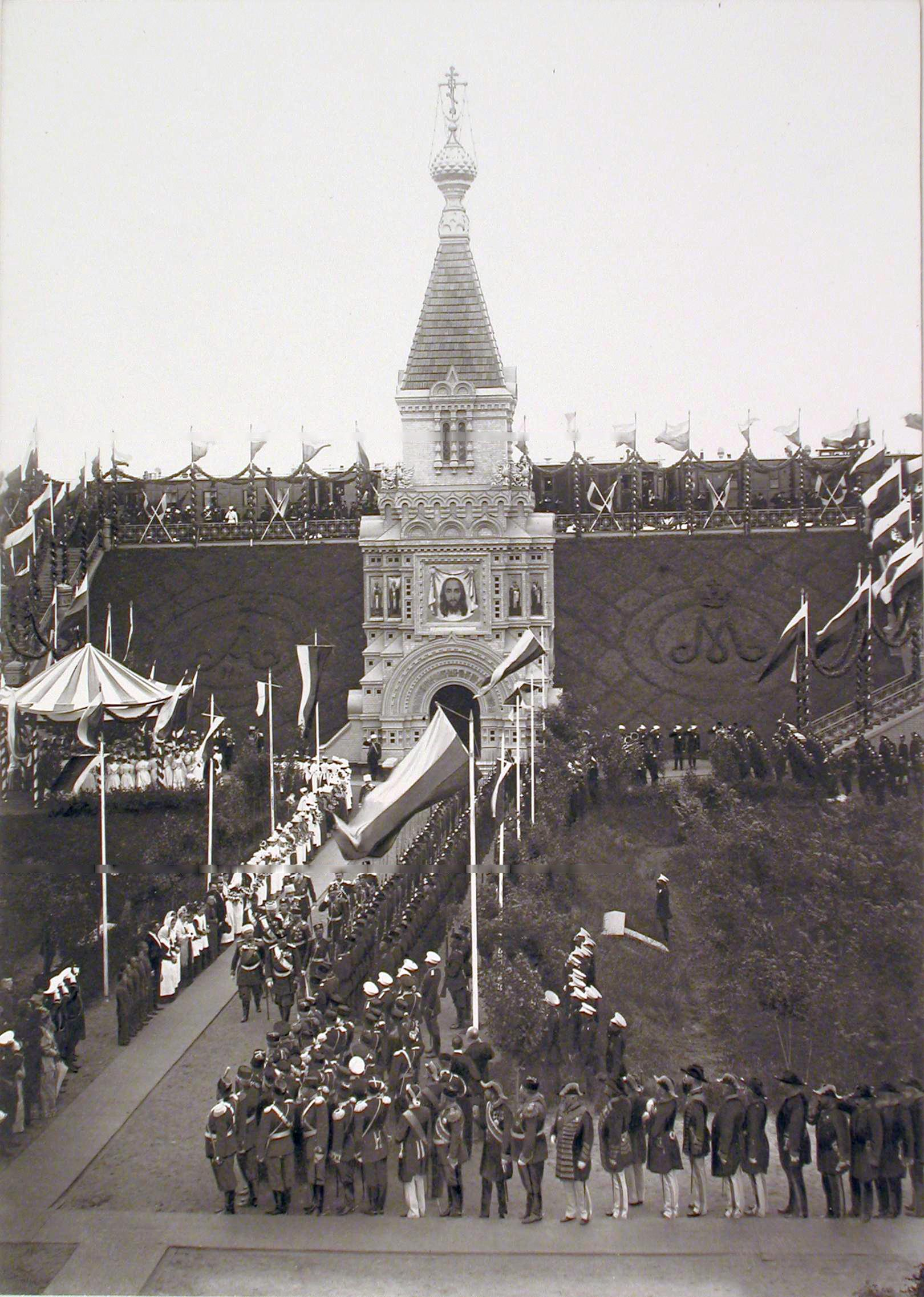
Chapelle de la Sainte-Face à Birki,
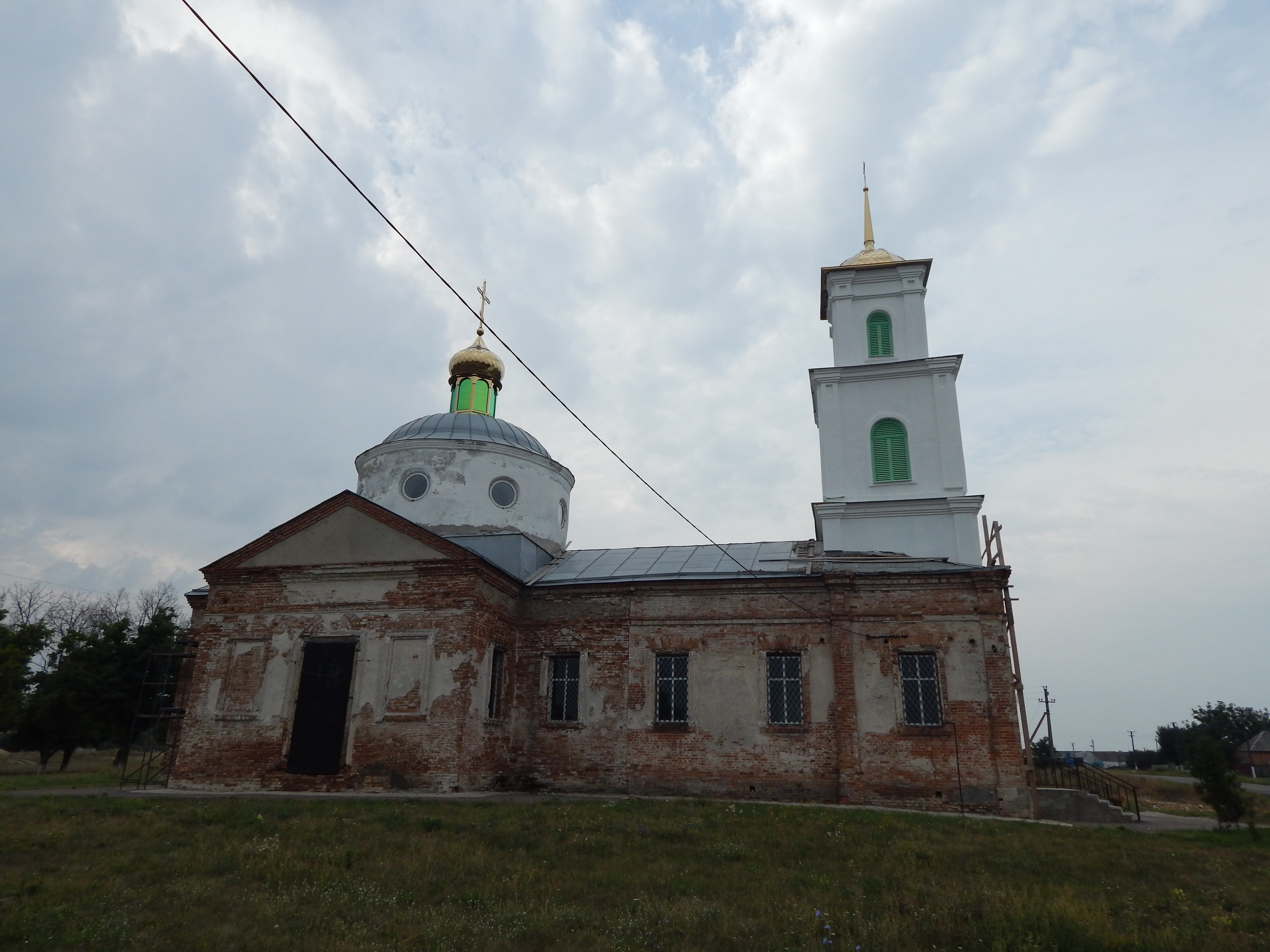
L'église de la Trinité de Hrakove, monument classé[4].
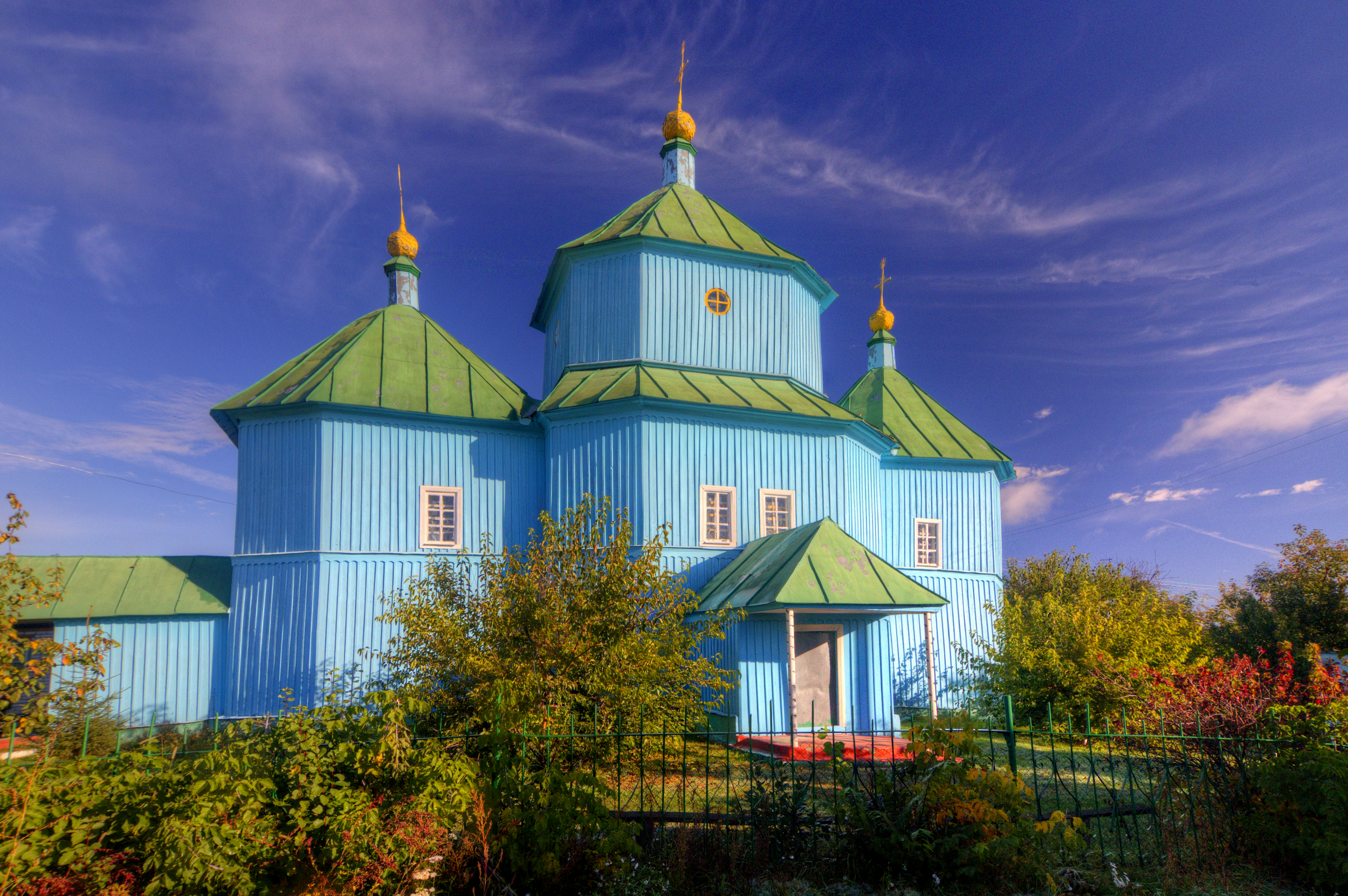
L'église de la Présentation de Marie au temple, monument classé[5].
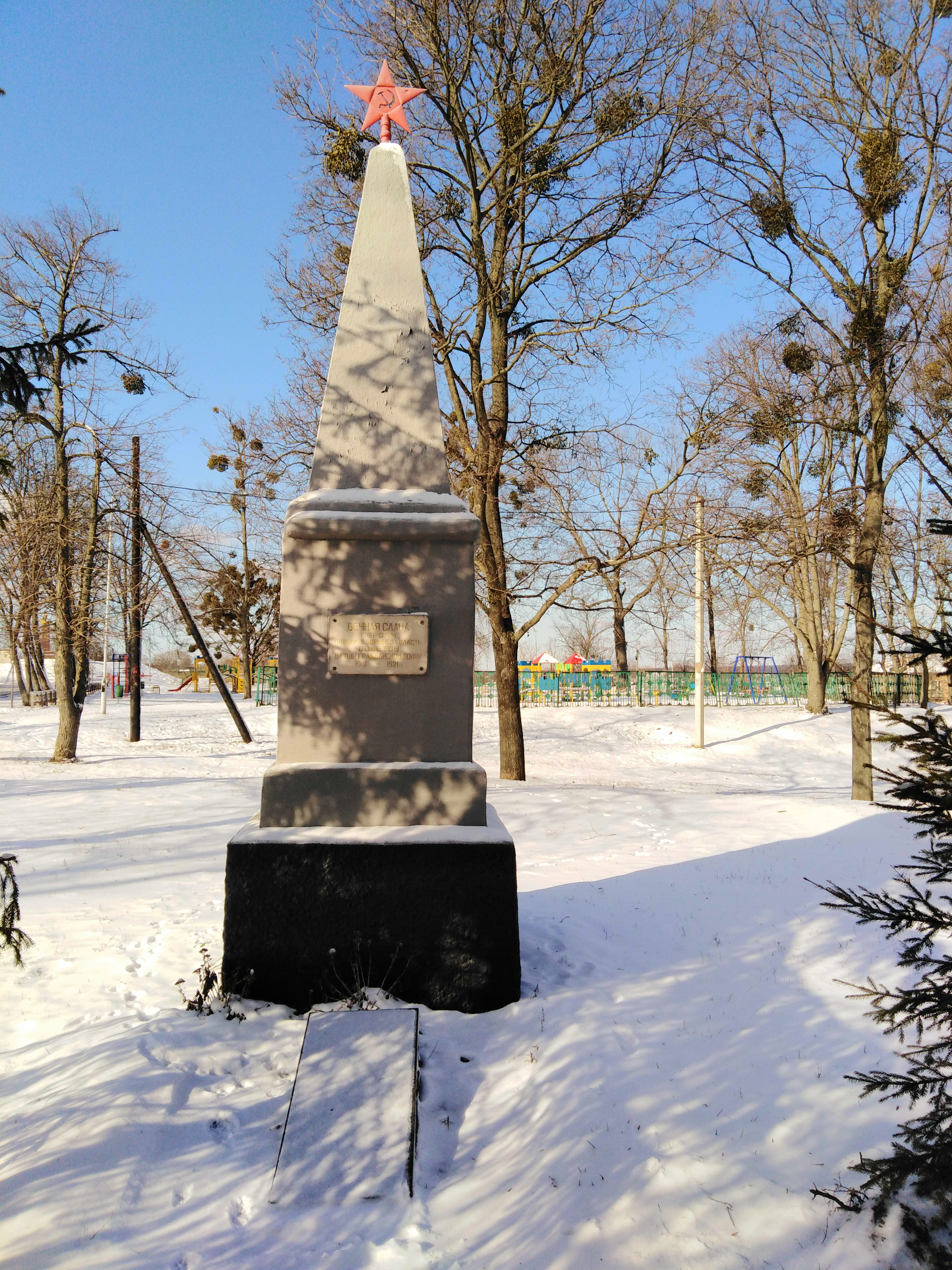
Monument à la guerre civile classé[6].
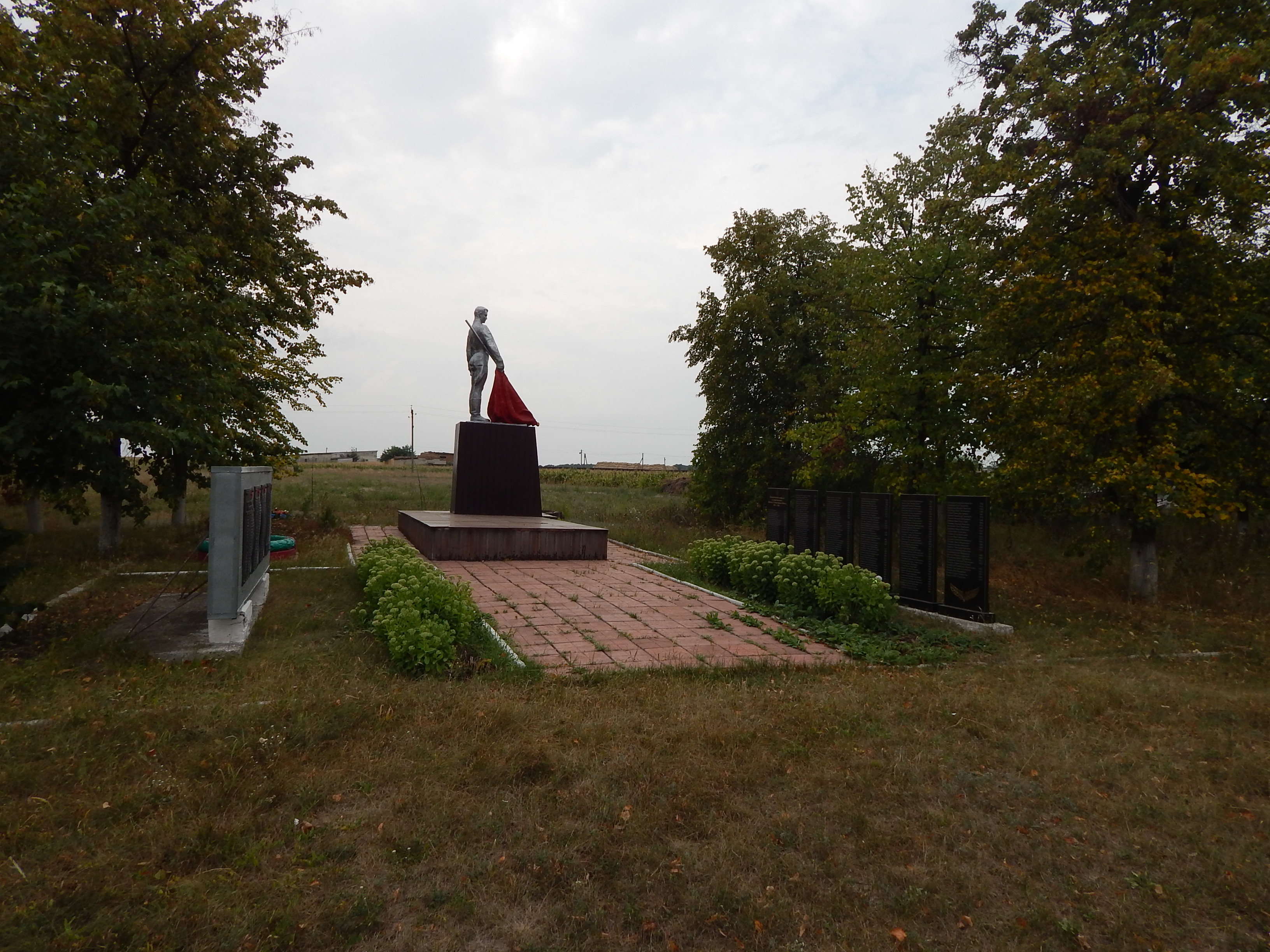
Monument aux morts à Hrakove, classé[7].